# Plectranthus rotundifolius
Plectranthus rotundifolius là một loài thực vật có hoa trong họ Hoa môi. Loài này được (Poir.) Spreng. miêu tả khoa học đầu tiên năm 1825.

## Hình ảnh

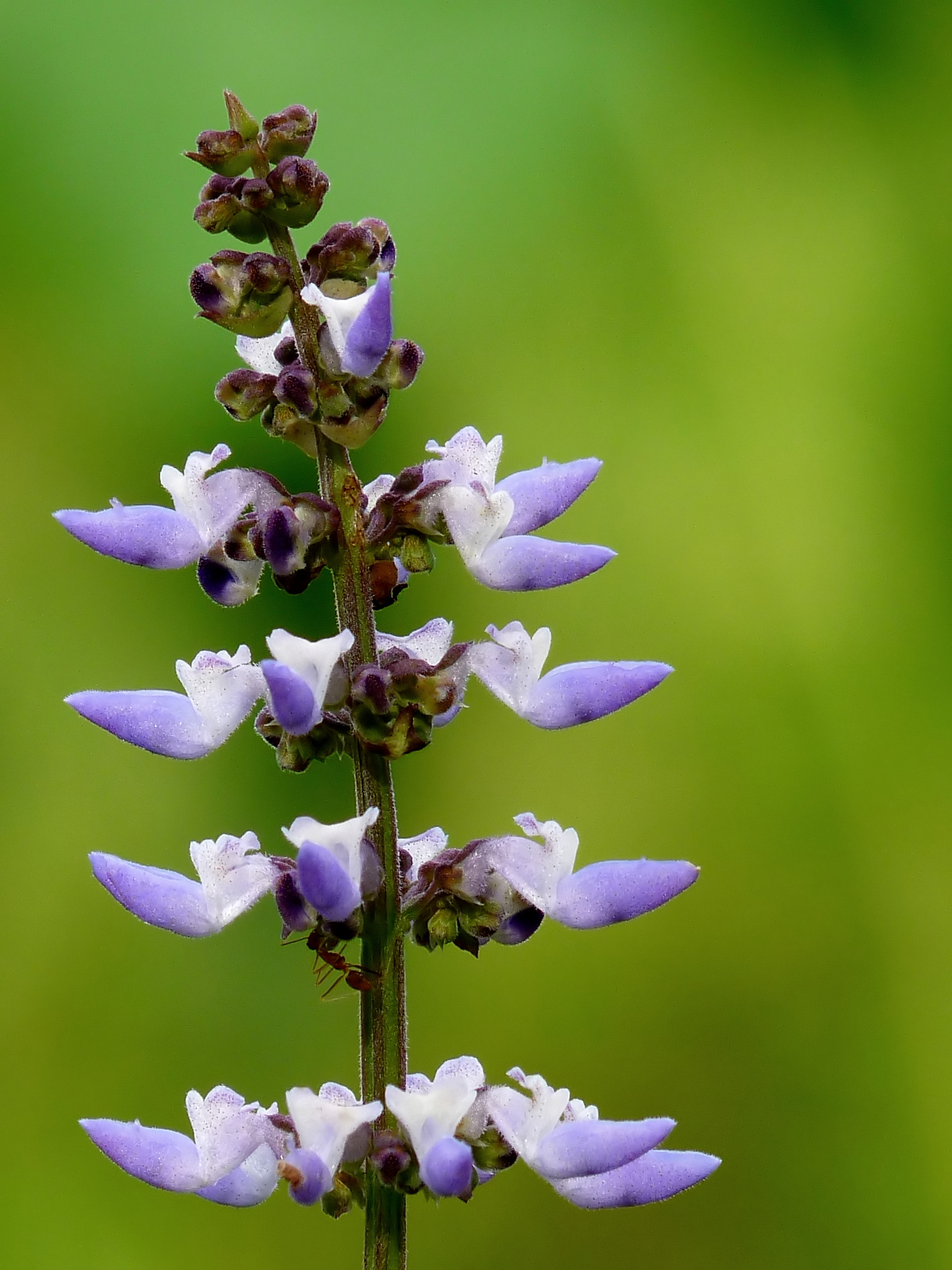
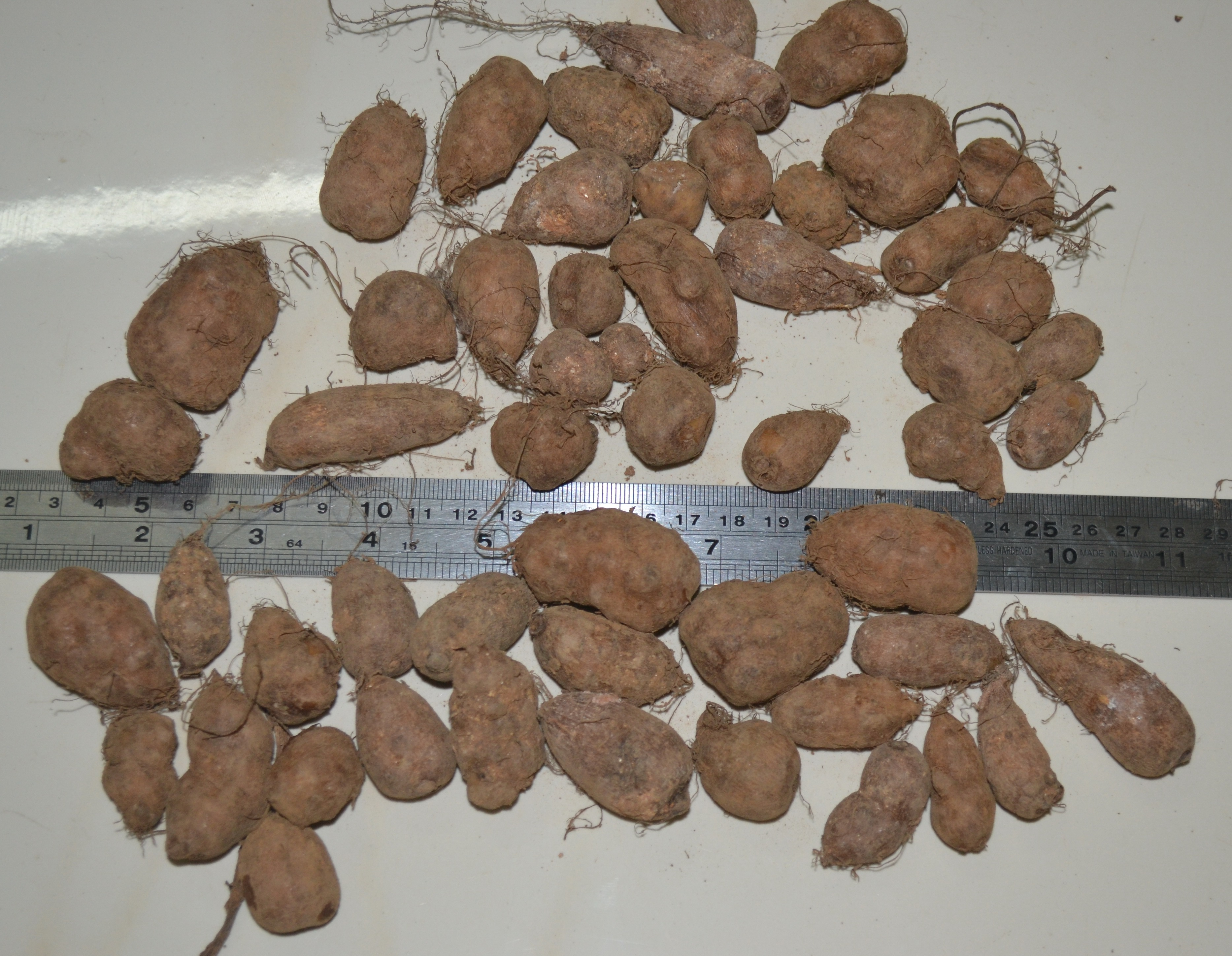
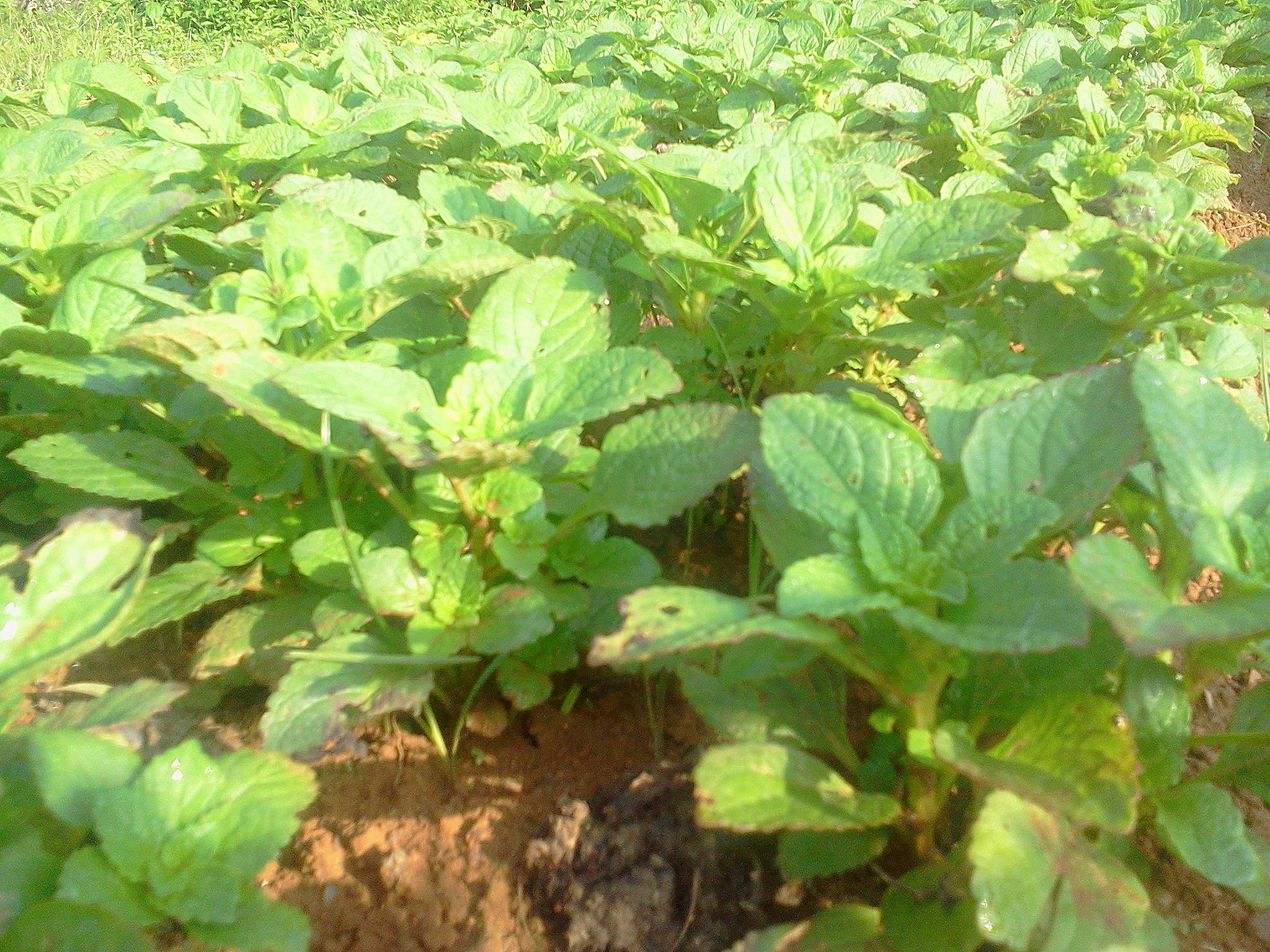
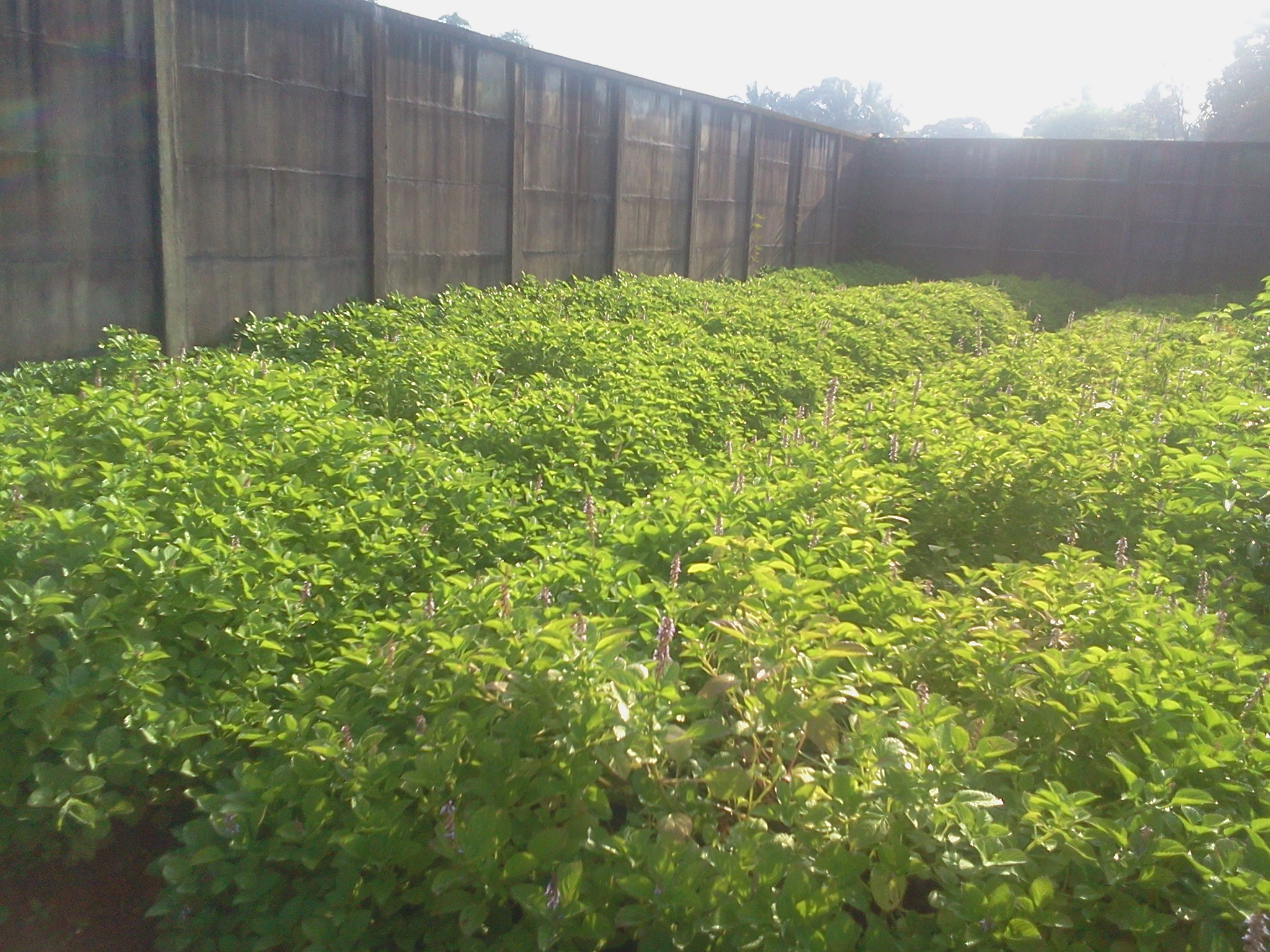